# Falso positivo y falso negativo
En un modelo de clasificación binaria, se califica a una anomalía o un error en el resultado de una medición o cálculo dado de la siguiente forma: 
- Falso positivo, indicando la presencia de una condición o característica cuando la misma no está presente en realidad. El contrario de un falso positivo es un verdadero positivo.
- falso negativo, indicando la ausencia de dicha condición o característica en el resultado cuando en realidad sí que está presente. El contrario de un falso positivo es un verdadero negativo.

En estadística, la capacidad de un sistema para dar con los valores verdaderos y evitar los valores falsos se llama sensibilidad (para los positivos) y especificidad (para los negativos). 
En algunas circunstancias, un falso positivo puede no referirse al contraste entre realidad y medición, sino a la intervención de un elemento externo que no fue contemplado en los preceptos de la medición. Por ejemplo, si en una medición de la temperatura de un objeto se da un resultado mayor a cierta magnitud debido a su cercanía a un foco de calor con el que no se contaba, podría generarse un falso positivo a pesar de que la temperatura medida es en efecto la que tiene el objeto en realidad.

## Posibles causas
Algunas de las causas de un falso positivo podrían ser fallos instrumentales, la no idoneidad del instrumento de medición o del material que se ha usado para su aplicación, la falsa identificación de un elemento o una función debido a su semejanza a otros que sí encajan en el modelo (verdaderos) o la inadvertida existencia de una cantidad superior o inferior del elemento analizado a la requerida para la obtención de resultados fiables.
Otras causas pueden deberse al factor humano, como el sesgo en el desarrollo de los modelos a aplicar o de la interpretación de los resultados, y las conclusiones precipitadas.
Por otra parte, pueden darse situaciones en las que una multitud de falsos positivos en pruebas anteriores cree la expectativa de la repetición del resultado, cuando en realidad el positivo que se da es un verdadero positivo. Es decir que la interpretación del positivo como falso se debe a la expectativa creada por los resultados anteriores similares. Este tipo de situaciones, llamadas a veces el pastor mentiroso, se da menos en la ciencia (donde precisamente la existencia de falsos positivos o negativos es el motivo de la repetición de las pruebas aplicando modelos diferentes) y más en la automatización, donde un programa que estudia una multitud de situaciones (análisis conductual) simula las mismas pautas y genera la misma respuesta, aunque ello no corresponda con la realidad.

## Ámbitos de aplicación del término
Aunque los falsos positivos y negativos se dan en todas las ciencias exactas y naturales, son más conocidos entre la población general en los contextos de la medicina y la automatización (concretamente en el ámbito informático). Recientemente el término médico se ha popularizado debido a las pruebas relacionadas con la enfermedad de COVID-19, mientras que en la informática es más conocido por los bots, cuando estos detectan un fallo, un error o una actividad maliciosa, que en realidad no lo son, activando una secuencia que no corresponde con la realidad (en este contexto solo se suele usar el término falso positivo).
Ejemplos de falsos positivos y negativos:
- Control de calidad: un falso positivo se da cuando un producto de buena calidad es rechazado, mientras que un falso negativo se da cuando un producto de mala calidad es aceptado (un positivo significa que el defecto existe).
- Programas antivirus: un falso positivo se da, por ejemplo, cuando un archivo común se identifica como un virus.
- Imagen médica: un falso negativo se da, por ejemplo, cuando por problemas de contraste la imagen no refleja la existencia de una anomalía que sí está en realidad.
- Detección de objetos: en los puestos de control, por ejemplo, un falso positivo se da cuando un objeto común hecho de metal es identificado como un arma.
- Pruebas caseras: en un test de embarazo, por ejemplo, un falso positivo se da cuando el test afirma la condición de embarazo, no siendo el caso en realidad.

### Estadística
Dentro del modelo de clasificación estadística, estos términos se suelen usar en conjunto con la palabra “error”.
En el contraste de hipótesis, los conceptos de falso positivo y falso negativo se alternan con los términos error de tipo I y error de tipo II respectivamente, aplicando el primero al rechazo de la hipótesis nula y el segundo al no rechazo de la misma.
Los términos error de tipo I y error de tipo II han llegado a aplicarse también en otros ámbitos que emplean pruebas binarias, aunque existen claras diferencias entre su utilización en el ámbito estadístico y en el ámbito médico, por ejemplo.

### Medicina
En la medicina, un falso positivo se da cuando se detecta en una exploración física, analítica o cualquier prueba médica una condición que no corresponde a la realidad (aplicándose sobre todo a las enfermedades). En la terminología médica, un positivo se refiere normalmente a la existencia de una condición (en sí negativa) y un negativo alude a la inexistencia de la misma. Un falso negativo sería por tanto la no detección de una condición que sí que se da en el paciente. De ahí que en la medicina, el resultado de una prueba no significa que la condición no exista sino que no ha sido detectada en la prueba; Cuanto más fiable la prueba, más altas son las posibilidades de que se detecte la condición explorada (valor verdadero).

### Informática
En el campo de la informática, el término de falso positivo se aplica sobre todo al ámbito de los programas antivirus, y se refiere a la detección de un archivo o página web como virus u otra clase de malware, cuando en realidad no lo son. Estos errores dependen de algunos factores como la heurística, y son cada vez menos frecuentes.
Otro ámbito en el que se emplea este término son los bots, programas informáticos que efectúan automáticamente tareas repetitivas basándose en algoritmos concretos. Cuando dichos algoritmos tienen la función de iniciar un procedimiento de respuesta tras detectar una función concreta o en base a un análisis conductual, pueden darse en ciertas situaciones falsos positivos. Por ejemplo, los bots de Wikipedia cuya función es reconocer actuaciones vandálicas y revertirlas, a veces dan falsos positivos al detectar como vandálicas ediciones que no lo son.